# Dactylokepon seychellensis
Dactylokepon seychellensis är en kräftdjursart som först beskrevs av Danforth 1972.  Dactylokepon seychellensis ingår i släktet Dactylokepon och familjen Bopyridae. Inga underarter finns listade i Catalogue of Life.